# 鉢伏山 (香川県・徳島県)
鉢伏山（はちぶせやま）は、香川県東かがわ市川股と徳島県板野郡板野町黒谷の県境に位置する讃岐山脈に属する山である。標高439.4m。

## 地理
三等三角点のある山頂部分は香川県東かがわ市側に位置する。周囲には香川県側に龍王山・ビク山が聳えている。